# Station Kuleje
Station Kuleje is een spoorwegstation in de Poolse plaats Kuleje.